# Campeonato Mundial Feminino de Xadrez de 1972
O Campeonato Mundial Feminino de Xadrez  de 1972 foi a 16ª edição da competição sendo disputada em um match entre a então campeã Nona Gaprindashvili e pela terceira vez com a desafiante Alla Kushnir. A disputa foi realizada em Riga entre 10 de maio e 26 de junho e a vencedora foi Nona Gaprindashvili que manteve o título de campeã mundial.
|                         | 1 | 2 | 3 | 4 | 5 | 6 | 7 | 8 | 9 | 10 | 11 | 12 | 13 | 14 | 15 | 16 | Total |
| ----------------------- | - | - | - | - | - | - | - | - | - | -- | -- | -- | -- | -- | -- | -- | ----- |
| URS Nona Gaprindashvili | 1 | 1 | 0 | 1 | ½ | 1 | ½ | 0 | 1 | ½  | 0  | ½  | ½  | 0  | ½  | ½  | 8½    |
| URS Alla Kushnir        | 0 | 0 | 1 | 0 | ½ | 0 | ½ | 1 | 0 | ½  | 1  | ½  | ½  | 1  | ½  | ½  | 7½    |